# ベネトン・B197
ベネトン・B197 (Benetton B197) は、ベネトン・フォーミュラが1997年のF1世界選手権に投入したフォーミュラ1カー。デザイナーはパット・シモンズとニック・ワース。

## 概要

### 開発
ベネトンの前身トールマン時代からチーフデザイナーを務めていたロリー・バーンが引退してプーケットでのスクーバダイビングスクールの開業準備を望んだため、バーンの残したコンセプトを引き継ぐ形でB197の開発が進められた。その後、バーンは結果的にロス・ブラウンと共にフェラーリに加入する。
B197はパット・シモンズとニック・ワースによる新体制が監修したが、バーンとブラウンの旧体制の色を強く残したマシンとなった。
B196の課題だったドライバビリティと重量バランスの見直しが行われ、問題の多かった7速ギアボックスは6速に戻されている。ワークス供給契約の最終年となるルノーエンジンは、バンク角を変更して新設計となった。

### 1997年シーズン
ドライバーは昨年と同じジャン・アレジとゲルハルト・ベルガーのコンビで、第7戦-第9戦はアレクサンダー・ヴルツが出場した。
ベルガーは慢性蓄膿症の手術の為に3戦を欠場、さらにその期間中に父親を飛行機の墜落事故で亡くす不幸に見舞われ、そのまま引退も報じられたが、復帰戦となった第10戦ドイツグランプリでポールポジション、ファステストラップ、優勝をすべて独占するハットトリックを達成した。ベルガーはシーズン終了直前に引退(本人は「休養」と称した)を発表。彼自身にとって最後の勝利となり、結果的にベネトンにとっても最後の勝利となった。
アレジもPP1回、表彰台5回を含む10度の入賞を果たし、ベルガーの代役としてデビューしたヴルツもイギリスGPで3位表彰台を獲得した。

## シャーシ
- シャーシ名 B197
- 材質 カーボンファイバー・アルミハニカムコンポジット
- タイヤ グッドイヤー
- ギヤボックス 6速セミオートマチック

## エンジン
- エンジン名 ルノー・RS9
- 気筒数・角度 V型10気筒・71度
- 燃料・潤滑油 Agip

## 成績
| 年   | No. | ドライバー | 1   | 2   | 3   | 4   | 5   | 6   | 7   | 8   | 9   | 10  | 11  | 12  | 13  | 14  | 15  | 16  | 17  | ポイント | ランキング |
| 年   | No. | ドライバー | AUS | BRA | ARG | SMR | MON | ESP | CAN | FRA | GBR | GER | HUN | BEL | ITA | AUT | LUX | JPN | EUR | ポイント | ランキング |
| ---- | --- | ---------- | --- | --- | --- | --- | --- | --- | --- | --- | --- | --- | --- | --- | --- | --- | --- | --- | --- | -------- | ---------- |
| 1997 | 7   | アレジ     | Ret | 6   | 7   | 5   | Ret | 3   | 2   | 5   | 2   | 6   | 11  | 8   | 2   | Ret | 2   | 5   | 13  | 67       | 3位        |
| 1997 | 8   | ベルガー   | 4   | 2   | 6   | Ret | 9   | 10  | INJ | INJ | INJ | 1   | 8   | 6   | 7   | 10  | 4   | 8   | 4   | 67       | 3位        |
| 1997 | 8   | ヴルツ     |     |     |     |     |     |     | Ret | Ret | 3   |     |     |     |     |     |     |     |     | 67       | 3位        |

- 数字は順位、太字はポールポジション、斜字はファステストラップ、Retはリタイア、INJは負傷欠場。(key)